# Flavio Paulin
Flavio Paulin (Trieste, 5 luglio 1948) è un cantautore, compositore e bassista italiano.
Ha svolto anche l'attività di discografico con l'etichetta Private Artists Records. È noto per essere stato uno dei fondatori, nonché il primo cantante e coautore di molti dei brani di successo dei Cugini di Campagna.

## Biografia
È stato uno dei quattro fondatori ed il primo cantante dei Cugini di Campagna e rimase nel gruppo fino al 1977 contribuendo con il famoso falsetto quasi da voce bianca utilizzato in brani come Anima mia. Fu coautore di alcuni fra i brani più conosciuti del gruppo (quali il già citato Anima mia, Innamorata, Un'altra donna, Preghiera, 64 anni, Tu sei tu, È lei), che lasciò nel 1977 per proseguire le sue ricerche di musica elettronica a cui era interessato. 
Incise un primo singolo pubblicato dalla Pull ("Robot-robot"/"La prima donna (fu mia madre)") e proseguì per una carriera da solista incentrata sulla ricerca di sonorità elettroniche simili a quelle che ai tempi provenivano dalla Germania miste alle radici della musica classico / melodica italiana; questa ricerca sperimentale si concretizzò con l'album omonimo Paulin pubblicato dalla RCA Italiana nel 1979. Per realizzare questo LP fece costruire appositamente da Mario Maggi, un giovane ingegnere amico ed esperto in elettronica, un apparecchio in grado di sincronizzare i suoni, cosa che, a quei tempi, non era ancora possibile. L'album fu realizzato nello studio 41, al banco il tecnico di registrazione Franco Finetti.
Ha collaborato con il musicista Giorgio Brandi, tastierista anche lui ex componente de I Cugini di Campagna, e da questa collaborazione nasce nel 1998 la canzone L'amore mio per te supportata anche da un videoclip, i brani Poche lacrime e Perderti. La loro collaborazione li porta anche a realizzare concerti insieme per alcuni anni.
Ha fondato l'etichetta discografica indipendente Private Artists Records srl che promuove l'attività di giovani talenti.

## Discografia

### Solista
- 1979 - Paulin
- 1999 - L'amore mio per te (con Giorgio Brandi)

singoli ed EP
- 1978 - Robot-Robot
- 1979 - Passeggeri del domani/New York

### Con I Cugini di Campagna
- 1972 - I Cugini di Campagna
- 1973 - Anima mia
- 1974 - Un'altra donna
- 1975 - Preghiera
- 1976 - È lei
- 1977 - Tu sei tu